# The Vicious Brothers
The Vicious Brothers són els cineastes canadencs-nord-americans Colin Minihan i Stuart Ortiz. Són més coneguts per escriure i dirigir la pel·lícula de terror de culte Grave Encounters, i per escriure i produir la seva seqüela Grave Encounters 2. També van escriure i produir Extraterrestrial, que Minihan va dirigir en solitari.
El 2015, The Vicious Brothers havia estrenat el seu anime de 15 parts anomenat Temple, que es basava en el guionista de The Guest Simon Barrett. Al maig del mateix any, Minihan i Ortiz havien anunciat que estaven fent Grave Encounters 3: The Beginning; tanmateix, va ser cancel·lat en silenci poc després per manca d'interès públic.
El febrer de 2020, es va anunciar que estava en desenvolupament un reinici de la pel·lícula slasher de 1998 Urban Legend escrita i dirigida per Minihan.

## Filmografia
- 2011: Grave Encounters (guionistes/directors/editors)
- 2012: Grave Encounters 2 (guionistes/producers/editors)
- 2014: Extraterrestrial (guionistes, Minihan dirigint)
- 2017: It Stains the Sands Red (guionistes, Minihan dirigint)
- 2018: What Keeps You Alive (Minihan escrivint i dirigint)
- 2019: Spiral (Minihan escrivint i produint)
- 2021: Unknown Dimension: The Story of Paranormal Activity (Documental, entrevista a ambdós)[14]
- 2024: Strange Harvest: Occult Murder in the Inland Empire (Ortiz dirigint, escrivint i produint)
- TBA: Urban Legend (Minihan escrivint i dirigint)

## Premis i nominacions
| Festival                                                            | Notable work            | Categoria                | Resultat  |
| ------------------------------------------------------------------- | ----------------------- | ------------------------ | --------- |
| XLIX Festival Internacional de Cinema Fantàstic de Catalunya (2016) | It Stains the Sands Red | Premi Midnight X-Treme   | Guanyador |
| Festival de Cinema de Tribeca (2011)                                | Grave Encounters        | N/A                      | Nominat   |
| Festival Internacional de Cinema de Bram Stoker (2011)              | Grave Encounters        | Premi al millor director | Guanyador |